# مرکز شهر سئول
مرکز شهر سئول (انگلیسی: Downtown Seoul) که با نام‌های منطقه تجاری مرکزی سئول شناخته می‌شود، مرکز شهر سئول است که شامل مراکز تجاری گسترده است. این منطقه از گوانگوامون، ناحیه جونگنو تا ایستگاه سئول، ناحیه جونگ به همراه سجونگو و جونگنو امتداد دارد. مرکز شهر سئول بخاطر موقعیت جغرافیایی قدیمی و منحصربه‌فردش، معمولاً فقط منطقه تجاری مرکزی (Seoul CBD) یا گاهی اوقات منطقه تجاری گوانگوامون برای اهمیت گوانگوامون در قلب آن نامیده می‌شود.